# Robert Mood

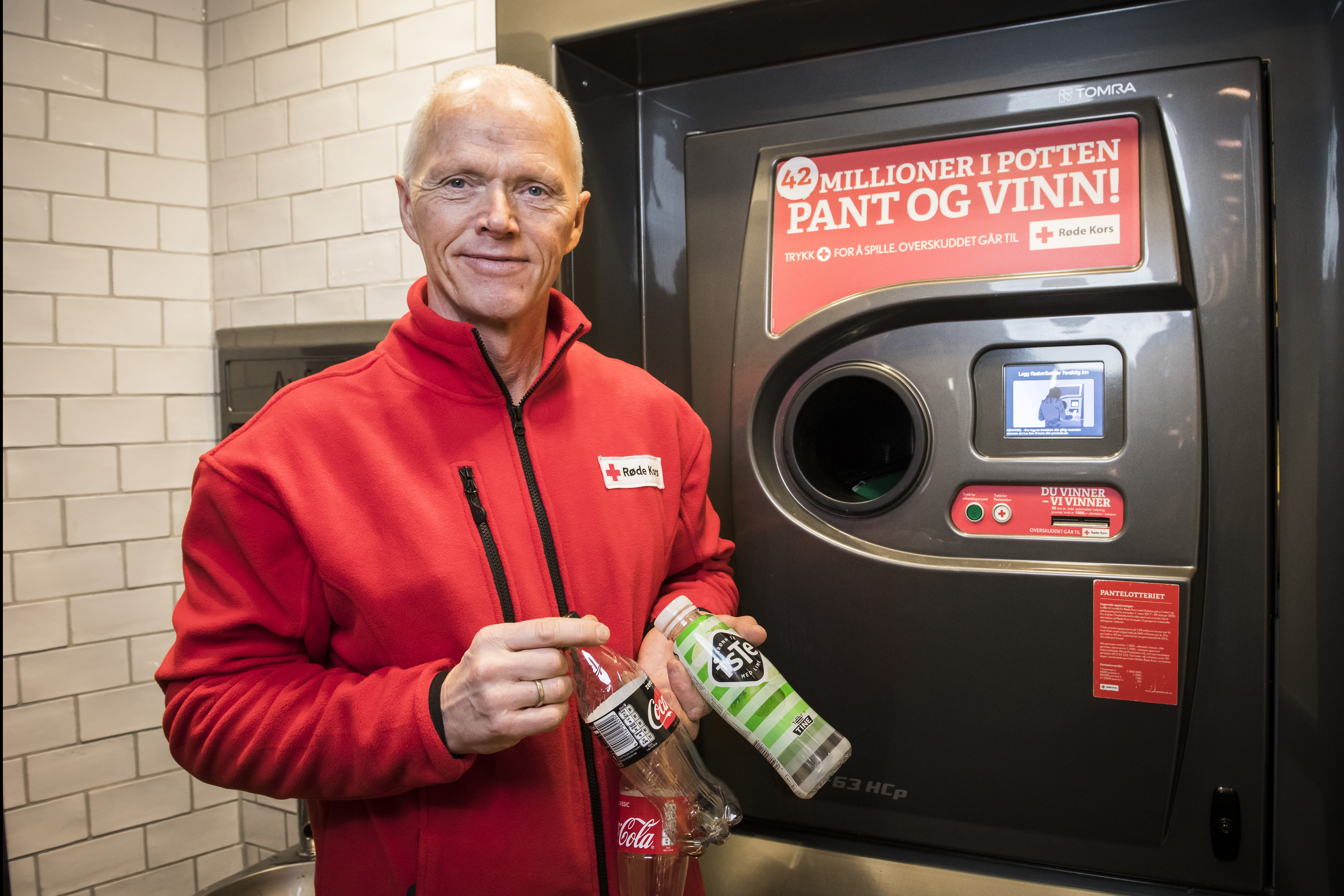
Robert Moog vor einem Flaschenautomat um auf die Pantelotteriet aufmerksam zu machen

Robert Mood (* 8. Dezember 1958 in Kragerø, Telemark) war von 2018 bis 2020 der 23. Präsident des Norwegischen Roten Kreuzes. Er ist ein Generalleutnant des Norwegischen Heeres außer Dienst, mit letzter aktiver Verwendung als Norwegens Senior Military Representative im NATO-Hauptquartier in Brüssel.

## Militärische Laufbahn

### Ausbildung und erste Verwendungen
Mood startete seine militärische Laufbahn 1977. Im darauffolgenden Jahr schloss er die Unteroffiziersschule ab und diente in der Brigaden i Nord-Norge als Gruppenführer. Im Jahre 1983 schloss Mood die Offiziersausbildung an der Krigsskolen in Oslo, der Militärakademie als Leutnant ab. Es folgten Verwendungen als Zugführer und Kompaniechef. In dieser Zeit war Mood auch das erste Mal, in der Dienststellung des Einsatzoffiziers des Norwegischen Bataillons NORBATT bei UNIFIL, im Auslandseinsatz im Libanon. Von 1990 bis 1993 absolvierte er die Ausbildung zum Generalstabsoffizier.

### Dienst als Generalstabsoffizier
und wurde danach noch 1993 stellvertretender Bataillonskommandeur des Telemark Bataillons in Rena. Es folgte eine Ausbildung an der United States Marine Corps School of Advanced Warfighting auf der Marine Corps Base Quantico in Quantico (Virginia, USA).  Nach Abschluss dieses Lehrgangs und seiner Rückkehr nach Norwegen diente Mood bis 1998 im Stab der 6. Division des Norwegischen Heeres in Heggelia. Anschließend wurde er Bataillonskommandeur des Telemark Bataillons, welches in dieser Zeit, von 1999 bis 2000, bei der NATO-Mission KFOR im Kosovo eingesetzt wurde. Nach zwei Jahren als Kommandeur wurde Mood im Jahr 2000, mit Ernennung zum Leiter des Planungsstabes des Norwegischen Oberkommandos, zum Oberst befördert.

### Dienst als General
Im Jahr 2002 wurde Mood zum Brigader befördert und Leiter der Abteilung Hærens kampvåpen im Norwegischen Heereskommando. Es folgte 2004 eine weitere Verwendung im Heereskommando, diesmal als Leiter des Hærens Transformasjons- og Doktrinekommandos (Abteilungsleiter Transformation und Vorschriften). Nach einem Finanzskandal und der Entlassung von Lars Sølvberg wurde Mood im Jahr 2005 Generalinspekteur des Heeres. Damit einher ging die Beförderung zum Generalmajor.
Im Januar 2009 ernannte der Generalsekretär der Vereinten Nationen Ban Ki-Moon ihn, als Nachfolger von Generalmajor Ian Gordon vom Australischen Heer, zum 33. Chief of Staff und Head of Mission der UN-Friedensmission UNTSO mit Büros in Jerusalem (von hieraus Amman mit abdeckend), Beirut, Damaskus und Kairo. Diesen Dienstposten nahm Mood bis Februar 2011 wahr, und übergab ihn dann an Generalmajor Juha Kilpiä vom Finnischen Heer.
Von August 2011 bis April 2012 wurde Mood als erster Direktor und Veteraneninspektor mit der Leitung der neugeschaffenen Veteranenversorgungsbehörde (FVT) der norwegischen Streitkräfte betraut. Hierbei unterstand er direkt der Personalabteilung des Norwegischen Oberkommandos. Die FVT wurde eingerichtet um Verbesserungen der Veteranenversorgung zu implementieren und als Interessenvertretung gegenüber dem Oberbefehlshaber der norwegischen Streitkräfte zu wirken. 
Im April 2012 wurde Mood vom Department of Peacekeeping Operations (DPKO) der UN in New York beauftragt, den Sonderbeauftragten für die Vereinten Nationen und der Arabischen Liga für Syrien Kofi Annan zu unterstützen. Anschließend wurde Mood am 27. April 2012 zum ersten Leiter der UN-Beobachtungsmission UNSMIS in Syrien ernannt. Am 20. Juli 2012 übergab diesen Dienstposten an den senegalesischen Generalleutnant Babacar Gaye und kehrte in die Heimat zurück. Am 23. Januar 2014 wurde Mood zum Generalleutnant befördert und Norwegens Senior Military Representative im NATO-Hauptquartier in Brüssel. Im Jahr 2017 wurde er in den Ruhestand versetzt.

### Auszeichnungen
- Forsvarsmedaljen med laurbærgren
- Forsvarsmedaljen med 3 stjerne für 40-jährige Zugehörigkeit zu den Norwegischen Streitkräften
- UN-Medaille UNIFIL
- NATO-Medaille KFOR
- UN-Medaille UNTSO

## Dienst im Norwegischen Roten Kreuz
2018 wurde Mood als 23. (ehrenamtlicher) Präsident des Norwegischen Roten Kreuzes Norges Røde Kors der Leiter der Nationalen Rotkreuz- und Rothalbmond-Gesellschaft Norwegens. Er folgte hierbei auf Sven Mollekleiv, welcher dieses Amt von Oktober 2008 bis Oktober 2017 ausübte. Nach einer Amtszeit legte er das Amt 2020 nieder und wurde von Thor Inge Sveinsvoll abgelöst.

## Privates
Robert Mood ist verheiratet und hat einen Sohn.